# Argentinsko-bolivijska granica
Granica između Argentine i Bolivije je međunarodna granica između Argentine i Bolivije, duga 742 km. Od zapada prema istoku, granica ide od Altiplana do ravnice Chaco kroz tropski okoliš Yungas.

## Granični prijelazi
Od istoka prema zapadu postoje tri glavna prijelaza:
- Villazón - La Quiaca ( Međunarodni most Horacio Guzmán preko rijeke La Quiaca )
- Bermejo - Aguas Blancas
- Yacuiba - Salvador Mazza (Pocitos)

- Granična postaja La Quiaca.
- Pogles s bolivijske strane granice
- Pogled iz Bolivije

## Vanjske poveznice
|  | Zajednički poslužitelj ima još gradiva o temi Argentinsko-bolivijska granica |